# E-férfi
Az E-férfi, vagy kiáltó múmia egyike a Dejr el-Bahari-i rejtekhelyről (TT320) előkerült múmiáknak. A sírt 1881-ben találták meg, de a rengeteg uralkodói holttest mellett sokáig nem kapott figyelmet az „E-holttest”, akinek a nevét sem találták meg. Végül 1886-ban Gaston Maspero vizsgálta meg, majd a kairói Egyiptomi Múzeum egyik folyosójának vitrinjében helyezték el CG61098 katalógusszámon. Csak 2006-ban vizsgálták meg újra, Záhi Havássz vezetésével, a legmodernebb eszközök igénybevételével. A múmia 1,71 méter hosszú.

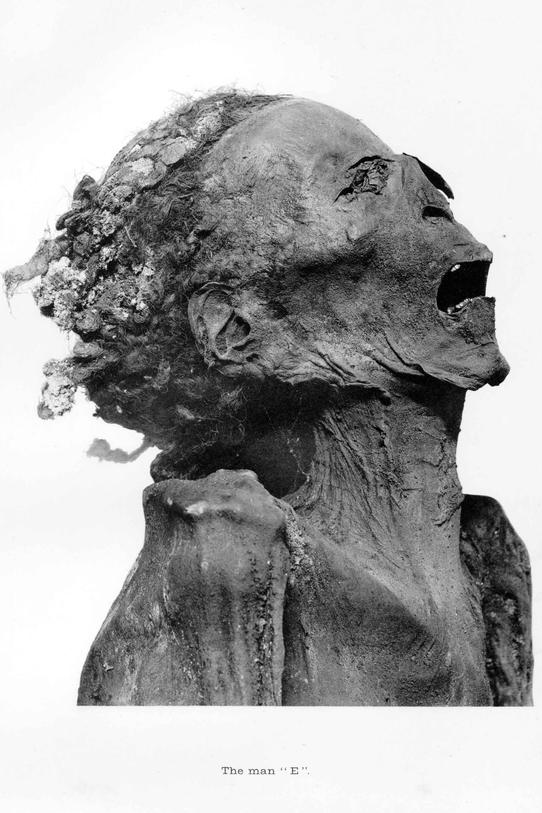
Az E-férfi, vagy kiáltó múmia feje

Maspero vizsgálatának és az egy időben elvégzett boncolásnak az volt az eredménye, hogy a balzsamozók rendkívül különös módon jártak el ennél a halottnál. A boncoló orvos szerint a belső szerveket a testüregben hagyták – ez azonban nem igaz, ma már bizonyos, hogy eltávolították őket, és nem tudni, mit véltek belső szervnek –, a balzsamozó kenőcs meszet tartalmazott, amit az egyiptomiak sosem használtak erre a célra, a halott a kenőcs felhordásakor már félig kiszáradt. A végtagokat összekötözték, ráadásul egy kecskebőrt terítettek a pólyák tetejére. Ez utóbbi az egyiptomi hagyományban csakis átkot jelenthetett. A testtartás hátrafeszített, a száj nagyra tátott – innen a „kiáltó” név –, mint aki élete utolsó pillanataiban hatalmas kínokat élt át. Mindezeknek ellent mondott az a körülmény, hogy a megtalálási helyén kizárólag a XVII–XXI. dinasztia királyi családtagjai voltak rajta kívül (kivéve egy királyi dajkát). Ez arra utal, hogy a holttest a legelőkelőbb körökből származott, és ezt hangsúlyozták az újratemetéskor is.
Ezek az ellentmondások arra a következtetésre vezették Masperót, hogy egy királyi hercegről van szó, akit azonban megfosztottak az örök élettől, a hagyományokkal ellenkező módon, de azért holttestét mégiscsak tartósították. Ettől kezdve a múmiát Pentawer holttestének tartották, aki az ismert hercegek közül egyedüliként jöhetett szóba. A későbbiekben felmerült az a gondolat is, hogy ez a holttest egy idegen földön meghalt egyiptomié, akit helyi módszerekkel, illetve a helyi adottságoknak megfelelően tartósítottak, mielőtt Egyiptomba szállították. Egy harmadik elképzelés szerint az idegenszerűség azért van, mert a holttest az idegen származású, hettita herceg, Zannanza múmiája. Még olyan vad feltevés is született a meglévő belső szervekre hivatkozva, hogy élve temették el. (Erre a motívumra épült Imhotep figurája az 1932-es A múmia című filmben, majd annak nagy sikerű, 1999-es változata, A múmia.)
A modern vizsgálat kiderítette, hogy a mumifikálás egyes részletei teljesen szabályosak – a belső szerveket és az agyat eltávolították –, tehát valószínűleg Egyiptomban végezték. A holttestnek egyetlen törött csontja sem volt, tehát az eljárást nagyon elővigyázatosan, tiszteletteljesen végezték. A száj kinyílását a hagyományoktól eltérő balzsamozási technika okozta, az arc- és állkapocsizmok megnyúltak. A halál oka, a meszes kenőcs, az összekötözött végtagok és a kecskebőr rejtélye nem oldódott meg ugyan, de ezeket azzal magyarázták, hogy a halottnak a túlvilágon nehézségeket akartak okozni. Ezért nem írták fel a nevét sem. A halála idején 25–40 év közötti lehetett. Záhi Havássz kijelentette, hogy az „E-férfi” nem ismeretlen többé, hanem Pentawer holtteste, bár bizonyítani nem tudja. Arcrekonstrukció is készült, így a kiáltó múmia egykori arca is ismert már, csak a neve nem.
Egy 2012-ben végzett genetikai vizsgálat megállapította, hogy az E-férfi néven ismert múmia és III. Ramszesz közt közeli rokonsági fok áll fenn, ami valószínűsíti a Pentawerrel való azonosítást.